# Колесов, Сергей Викторович
Серге́й Ви́кторович Ко́лесов (род. 24 ноября 1950, Уфа, Башкирская АССР, РСФСР) — советский российский учёный, химик, доктор химических наук (1985), профессор (1990), Почётный работник высшей школы Российской Федерации, Лауреат премии Президиума Академии наук Республики Башкортостан имени С. Р. Рафикова (2009).

## Биография
Родился 24 ноября 1950 года в городе Уфа, Башкирская АССР, РСФСР.
В 1973 году окончил химический факультет Башкирского государственного университета. Затем поступил в аспирантуру при кафедре высокомолекулярных соединений этого университета.
В 1977 году защитил кандидатскую диссертацию на тему «Исследование влияния некоторых металлсодержащих соединений на термораспад поливинилхлорида». Работал на кафедре высокомолекулярных соединений в должностях младшего, старшего научного сотрудника, заведующего Проблемной лабораторией.
В 1984 году защитил диссертацию на тему «Химическая стабилизация полимеров винилхлорида» на соискание учёной степени доктора химических наук. В 1990 году был избран профессором.
С 1985 года работает на кафедре ВМС Башкирского университета, с 2004 по 2011 год заведовал этой кафедрой. В 2000 году по совместительству назначен заведующим лабораторией Синтеза функциональных полимеров Института органической химии Уральского научного центра РАН.
В 2011 году стал штатным сотрудником Института органической химии, где возглавляет лабораторию Стереорегулярных полимеров. Является членом диссертационных советов ИОХ УНЦ РАН и Башкирского университета.
Занимается исследованием высокомолекулярных соединений — синтез полимеров, химические превращения полимеров, физиологически активные полимеры и полимерные системы, технология полимеров и полимерных материалов. Среди его учеников 15 человек стали кандидатами и 3 докторами наук. Написал более 450 научных работ, среди них 4 монографии. Получил 13 изобретений, внедренных на предприятиях России и Башкортостана.
Награждён серебряной и золотой медалью ВДНХ СССР, знаком «Отличник образования РБ» (2004), почётной грамотой Министерства образования и науки Российской Федерации в 2010 году. Лауреат премии Президиума Академии наук Республики Башкортостан имени С. Р. Рафикова (2009). Удостоен звания «Почётный работник высшей школы Российской Федерации» (2013).